# Nanacalathis minuta
Nanacalathis minuta är en armfotingsart som beskrevs av Zezina 1981. Nanacalathis minuta ingår i släktet Nanacalathis och familjen Chlidonophoridae. Inga underarter finns listade i Catalogue of Life.